# Eupleurodon rathbunae
Eupleurodon rathbunae is een krabbensoort uit de familie van de Epialtidae. De wetenschappelijke naam van de soort is voor het eerst geldig gepubliceerd in 1939 door Garth.